# Обуаси
Обуа́си (англ. Obuasi) — город на юге Ганы, на территории региона Ашанти. Административный центр одноимённого района.

## Географическое положение
Город находится в южной части региона, на расстоянии приблизительно 170 километров к западу-северо-западу (WNW) от столицы страны Аккры. Абсолютная высота — 229 метров над уровнем моря.

## Население
По данным переписи 2000 года численность населения города составляла 115 564 человека.
Динамика численности населения города по годам:
| 1970   | 1984   | 2000    | 2013    |
| ------ | ------ | ------- | ------- |
| 40 001 | 60 617 | 115 564 | 180 460 |

## Экономика и транспорт
В окрестностях города расположен золотой рудник, являющийся одним из крупнейших в мире. Добыча золота на нём ведётся начиная с XVII века.

Сообщение Обуаси с другими городами осуществляется посредством железнодорожного и автомобильного транспорта.
Ближайший гражданский аэропорт расположен в городе Кумаси.

## Известные уроженцы
- Джон Менса — ганский футболист, защитник сборной Ганы.

## Города-побратимы
- Риверсайд, США